# Ломако, Григорий Петрович
Григорий Петрович Ломако (30 января 1881, станица Новоминская, Кубанская область — 22 февраля 1959, Париж) — протопресвитер Православной Церкви, благочинный приходов юга Франции, член Епархиального совета Русского Экзархата Константинопольской Патриархии, декан Свято-Тихоновской духовной семинарии в США.

## Биография
Родился в семье народного учителя.
Окончил Минскую духовную семинарию (1901) и Санкт-Петербургскую духовную академию со степенью кандидата богословия (1905).
Преподаватель греческого языка, географии и истории в Екатеринодарском духовном училище (1905).
Законоучитель, член и делопроизводитель правления Александровского реального училища (1907).
Законоучитель и классный наставник в екатеринодарской 2-й мужской гимназии (1908).
Иерей (1909) и настоятель кафедрального собора в Екатеринодаре, награждён набедренником (1911), скуфьёй (1914) и камилавкой (1917). Член хозяйственного комитета при педсовете гимназии (1915).
Жена — Екатерина Сергеевна, дети: Георгий и Кира.
В 1917 году делегат епархиального и Всероссийского съездов духовенства и мирян; член Поместного Собора Православной Российской Церкви по избранию как клирик от Ставропольской епархии, участвовал в 1-й сессии, член II, XIII, XV, XVIII отделов. Председатель Совета Союза духовенства Кубанской обл., товарищ председателя епархиального съезда духовенства и мирян, член церковно-епархиального Совета Кубанской епископии.
С 1918 года председатель Кубанского епархиального совета, настоятель Свято-Екатерининского собора в Екатеринодаре, протоиерей.
В 1919 году член I отдела Юго-Восточного Русского Церковного Собора, с сентября редактор журнала «Кубанский церковный вестник», член Комиссии по организации самостоятельной Кубанской епархии при Ведомстве внутренних дел Кубанского краевого правительства, с октября член ВВЦУ на Юго-Востоке России.
С 1920 года законоучитель в Алексеевском военном училище, в марте эвакуировался в Константинополь.
В 1921 году начальник Пастырских курсов в Константинополе, член Русского Всезаграничного Церковного Собора.
В 1922 году настоятель собора святого Александра Невского в Париже.
В 1923 г.оду служил в Бейруте при войсках французской армии на Ближнем Востоке, настоятель храма свт. Николая Чудотворца в городе Харбие Турецкой Республики, законоучитель в школах для русских детей в Буюкдере и на остров Протии.
В 1924 году награждён золотым наперсным крестом, настоятель храма преподобного Сергия Радонежского в Будапеште.
В 1927 году секретарь Епархиального собрания в Париже.
В 1928 г. переехал во Францию, настоятель Скорбященского храма при Братстве святой Анастасии в Ментоне департамента Приморские Альпы, благочинный приходов юга Франции, участник V съезда Русского студенческого христианского движения, секретарь епархиальных собраний в Париже.
С 1931 года помощник настоятеля собора святителя Николая Чудотворца в Ницце, выступал в Кружке молодёжи по изучению русской культуры, благочинный храмов Ниццы.
В 1935 году помощник секретаря Совещания русских иерархов в Сремских Карловцах.
С 1945 года протопресвитер.
С 1946 года член Епархиального совета Русского Экзархата Константинопольского Патриархата.
С 1948 года настоятель храма Иоанна Предтечи в городе Беркли штата Калифорния (США), декан Свято-Тихоновской духовной семинарии, член Северо-Американского духовного управления.
С 1951 года настоятель собора святого Александра Невского в Париже, почётный член Комитета по сооружению иконы-памятника Русскому воздушному флоту, председатель Общества памяти отца Иоанна Кронштадтского.
Похоронен на кладбище Сент-Женевьев-де-Буа под Парижем.

## Сочинения
- Особое мнение; Письма с Собора // Ставропольские епархиальные ведомости. 1917. № 31/32. С. 1042; № 35/36, 38/39.
- Дело настоящего дня // Кубанский церковный вестник. 1919. — № 22/23.
- Нет будущего без веры // Кубанское казачество. — Париж. 1931. — № 1.
- Голос пастыря // Церковный вестник Западно-Европейской епархии. 1931. — № 12. — С. 13-16.
- Еще о русском Студенческом христианском движении // Церковный вестник Западно-Европейской епархии. 1932. — № 11.
- К вопросу о нашем церковном разделении // Церковный вестник Западно-Европейской епархии. 1934. — № 3-7.
- Разбор послания архиепископа Серафима // Церковный вестник Западно-Европейской епархии. 1935. — № 6/7.
- Единство Церкви и церковные разделения русского зарубежья // Церковный вестник Западно-Европейской епархии. 1937. — № 9-12.
- Памяти протопресвитера И. Ктитарева // Церковный вестник Западно-Европейской епархии. 1954. — № 2 (27).
- Церковно-каноническое положение русского рассеяния. Н.-Й., 1950; Господи, благослови (из воспоминаний) // Родная Кубань. 2000. — № 1.